# Chirurgia urazowa

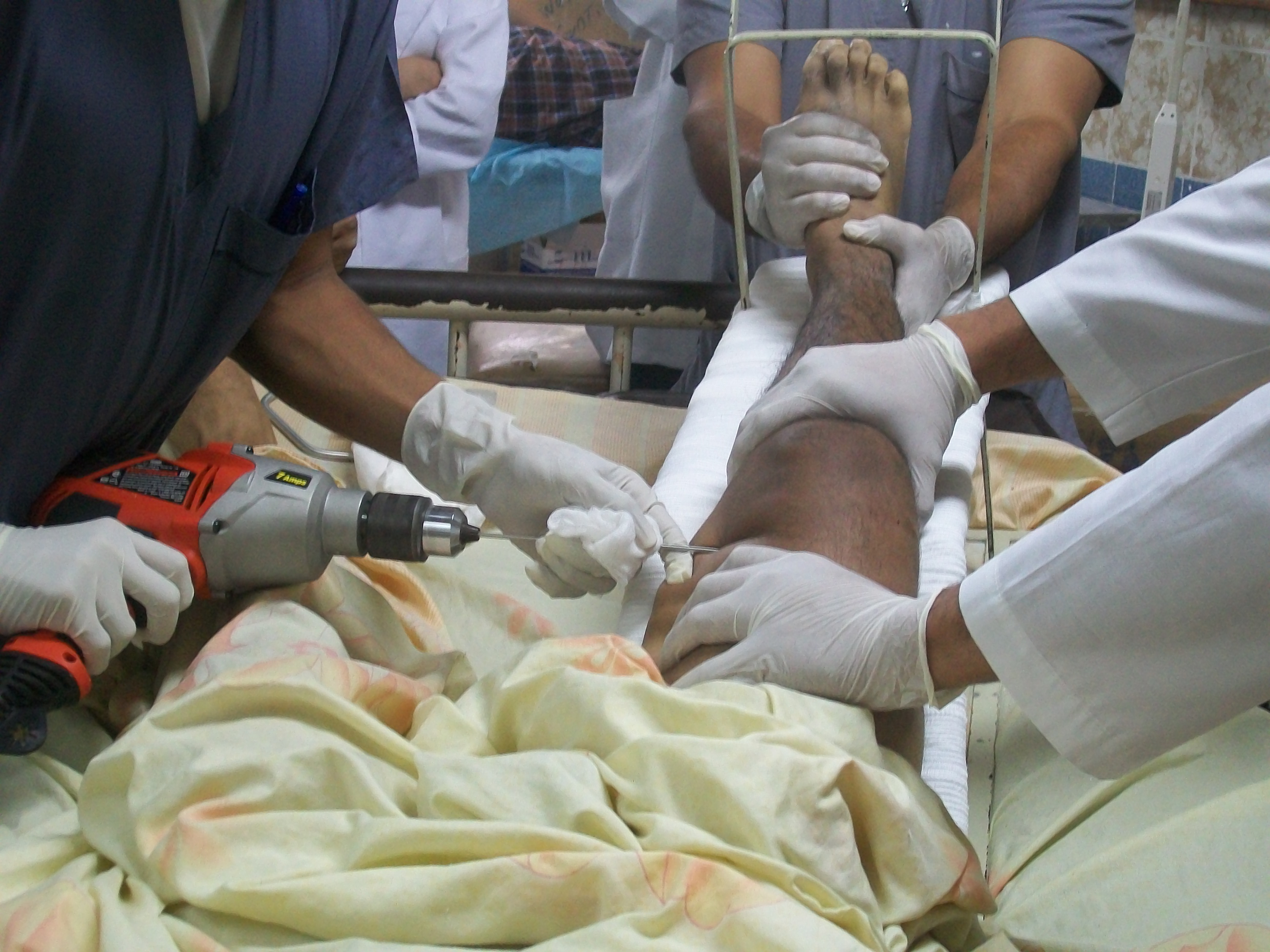
Chirurgia urazowa

Chirurgia urazowa (traumatologia) – dziedzina medycyny (związana ściśle z ortopedią) zajmująca się leczeniem operacyjnym kości, stawów, więzadeł, a pośrednio także mięśni i ścięgien dotkniętych urazami. W szerszym rozumieniu traumatologia obejmuje narządy układu 
ruchu. Traumatologia układu nerwowego stanowi domenę neurochirurgii. Traumatologia dziecięca wchodzi w skład chirurgii dziecięcej.
W Polsce wchodzi w zakres specjalizacji lekarskiej ortopedia i traumatologia narządu ruchu, której konsultantem krajowym od 16 czerwca 2019 jest prof. dr hab. n. med. Jarosław Czubak.